# Kościół Wniebowzięcia Najświętszej Maryi Panny w Unisławiu Śląskim
Kościół Wniebowzięcia Najświętszej Maryi Panny w Unisławiu Śląskim  – rzymskokatolicki kościół filialny znajdujący się w Unisławiu Śląskim w dekanacie głuszyckim w diecezji świdnickiej.

## Architektura
Kościół wzmiankowany w 1360 r. Obecny gotycki wzniesiony na początku XVI w., restaurowany w XIX w. Orientowany, murowany, jednonawowy z renesansowymi manswerkami okien i prostokątnym prezbiterium, nakryty dachami dwuspadowymi i zwieńczony ośmioboczną sygnaturką. We wnętrzu świątyni zachowały się m.in.: ołtarz główny z XIX w., barokowa ambona z ok. 1700 r., renesansowa chrzcielnica z 1598 r. wykonana z piaskowca oraz liczne obraz olejne wykonane na płótnie - m.in.: "Wniebowzięcie Najświętszej Maryi Panny" z 1870 r.. Nawa nakryta drewnianym, polichromowanym stropem, na południowej ścianie epitafia z 1598 i 1612. 
Na przykościelnym cmentarzy grób doktora Romana Kowalewskiego (1853-1876) z pobliskiego Sokołowska.